# Patrick Brouwer
Patrick Brouwer (Leiden, 19 maart 2001) is een Nederlands voetballer die speelt voor Telstar. Eerder speelde Brouwer bij Sparta Rotterdam en FC Emmen.

## Carrière

### Sparta Rotterdam
Brouwer kwam in de zomer van 2017 over van Alphense Boys naar de jeugdopleiding van Sparta Rotterdam. Waar hij op achttienjarige leeftijd begon te voetballen in het tweede elftal Jong Sparta Rotterdam.
In mei 2022 tekende Brouwer zijn eerste profcontract bij Sparta Rotterdam voor twee jaar met een optie tot nog een jaar.
Op 11 september 2022 maakte Brouwer zijn debuut in de Eredivisie, in de verloren uitwedstrijd tegen Feyenoord. Hij viel in de 89e minuut in voor Younes Namli.

### Verhuur aan FC Emmen
In 2023 werd Brouwer voor het seizoen 2023/24 verhuurd aan FC Emmen, die ook een optie tot koop bedong. Brouwer ontpopte zich bij FC Emmen tot een vaste kracht maar aan het eind van het seizoen werd de optie tot koop niet gelicht en zijn contract bij de Rotterdamse club liep af.

### Quick Boys
In het seizoen 2024/25 begon Brouwer aan een stage bij TOP Oss maar na een proefperiode bij K.v.v. Quick Boys tekende hij bij laatstgenoemde club in augustus 2024 een eenjarig contract met optie tot nog een jaar. Bij die club werd hij in het seizoen 2024/25 seizoen topscorer van de club en kampioen van de Tweede divisie.

### Telstar
In juni 2025 vertrok Brouwer naar het net naar de Eredivisie gepromoveerde club Telstar en tekende een contract tot medio 2028.

## Clubstatistieken

### Beloften
| Seizoen | Club                  | Competitie     | Competitie | Competitie | Overig | Overig | Totaal | Totaal |
| Seizoen | Club                  | Competitie     | Wed.       | Dlp.       | Wed.   | Dlp.   | Wed.   | Dlp.   |
| ------- | --------------------- | -------------- | ---------- | ---------- | ------ | ------ | ------ | ------ |
| 2019/20 | Jong Sparta Rotterdam | Tweede divisie | 1          | 0          | 0      | 0      | 1      | 0      |
| 2020/21 | Jong Sparta Rotterdam | Tweede divisie | 5          | 0          | 0      | 0      | 5      |        |
| 2021/22 | Jong Sparta Rotterdam | Tweede divisie | 32         | 6          | 0      | 0      | 32     | 6      |
| 2022/23 | Jong Sparta Rotterdam | Tweede divisie | 15         | 3          | 0      | 0      | 15     | 3      |
| Totaal  | Totaal                | Totaal         | 53         | 9          | 0      | 0      | 53     | 9      |

Bijgewerkt t/m 10 juni 2025.

### Senioren
| Seizoen | Club              | Competitie     | Competitie | Competitie | Beker | Beker | Overig | Overig | Internationaal | Internationaal | Totaal | Totaal |
| Seizoen | Club              | Competitie     | Wed.       | Dlp.       | Wed.  | Dlp.  | Wed.   | Dlp.   | Wed.           | Dlp.           | Wed.   | Dlp.   |
| ------- | ----------------- | -------------- | ---------- | ---------- | ----- | ----- | ------ | ------ | -------------- | -------------- | ------ | ------ |
| 2022/23 | Sparta Rotterdam  | Eredivisie     | 2          | 0          | 1     | 0     | 1      | 0      | -              | -              | 4      | 0      |
| 2023/24 | → FC Emmen        | Eerste divisie | 26         | 2          | 1     | 0     | 0      | 0      | -              | -              | 27     | 2      |
| 2024/25 | K.v.v. Quick Boys | Tweede divisie | 32         | 16         | 4     | 1     | 0      | 0      | -              | -              | 36     | 17     |
| Totaal  | Totaal            | Totaal         | 60         | 18         | 6     | 1     | 1      | 0      | 0              | 0              | 67     | 19     |

Bijgewerkt t/m 10 juni 2025.

## Erelijst
| Competitie     | Aantal | Jaren   |
| -------------- | ------ | ------- |
| Nationaal      |        |         |
| Tweede Divisie | 1x     | 2024/25 |